# کهن‌گاو
کهن‌گاو (انگلیسی: Leptobos) یک سرده منقرض شده از گاویان است که از پلیوسن پسین و پلیستوسن پیشین اوراسیا شناخته شده‌است و از شبه جزیره ایبری تا شمال چین گستره پراکندگی شان بوده‌است. گونه‌های کهن‌گاو به وزن ۳۲۰ کیلوگرم هم می‌رسیدند. اولین ظهور کهن‌گاو در اروپا در حدود ۳٫۶–۳٫۵ میلیون سال پیش در نظر گرفته می‌شود.